# Placea
Placea là chi thực vật có hoa trong họ Amaryllidaceae.